# Ecologie marină
Ecologia marină sau oceanologia, este, alături de ecologia apelor continentale (limnologia) și ecologia terestră, o ramură a ecologiei. Ecologia marină studiază interdependența și interacțiunea dintre animalele, a căror mediu este unul marin. 

## Biotopul marin
Biotopul marin este diferit de cel terestru. Astfel, factorii biotici și abiotici marini sunt diferiți de cei tereștri.
- Factorii abiotici:
  - apa;
  - salinitatea;
  - luminozitatea;
  - cantitatea de oxigen;
  - presiunea;
  - transparența;
  - temperatura;
  - aciditatea.

- Factorii biotici:
  - relațiile trofice.

### Zonarea mediului acvatic
Zonarea se face: